# 撒哈拉人
撒哈拉人（阿拉伯语：‎，羅馬化：ṣaḥrāwīyūn），又译撒拉威人，是生活在非洲撒哈拉沙漠西部的一個混血民族，主要族群居於西撒哈拉（目前大部分由摩洛哥控制），其餘分佈於毛里塔尼亚大部分地区、摩洛哥中南部以及阿尔及利亚最西南部。
由于撒哈拉沙漠地區民族遷徙頻繁，撒哈拉文化是一种混合的文化。主要体现出柏柏尔人—图阿雷格人的特性（如妇女的特权地位，与邻近的讲柏柏尔语的图瓦雷克人相同），以及贝都因阿拉伯人和非洲黑人的特征。撒哈拉人由许多部落组成，大部分人说标准阿拉伯语和哈桑尼亚阿拉伯語方言），一些人说柏柏尔语，尤其是在摩洛哥南部。而西撒人阵（波利萨里奥阵线）管辖下的兼通西班牙语。